# Rio Degebe
O Rio Degebe é um rio português afluente da margem direita do rio Guadiana, no Alentejo, que nasce a nordeste de Évora e cuja sub-bacia hidrográfica ocupa uma área de 262 Km2. Passa em várias freguesias dos concelhos de Arraiolos, Évora, Portel e de Reguengos de Monsaraz.
Tem como principais afluentes a ribeira do Freixo, a ribeira de Machede, a ribeira de Bencafete, a ribeira da Pardiela, a ribeira da Azambuja, a ribeira da Caridade e a ribeira do Cagavai da Amieira. O seu curso natural é interrompido pela Barragem de Monte Novo.